# شرکت سهامی عام تی‌اوتی
تی‌اوتی (انگلیسی: TOT) شرکت مخابرات تایلندی است، که در سال ۱۹۵۴ تأسیس شد.